# Plicolivinae
Plicolivinae is een onderfamilie van weekdieren uit de klasse van de Gastropoda (slakken).

## Geslacht
- Plicoliva Petuch, 1979